# ティラムック郡 (オレゴン州)
ティラムック郡（英: Tillamook County）は、アメリカ合衆国オレゴン州にある郡。『オレゴン・ジオグラフィック・ネームズ』によれば郡名は先住民のティラムック族に由来する。人口は2万7390人（2020年）。郡庁所在地はティラムックである。

## 歴史
ティラムック郡は、準州議会の法令によりクラトソップ郡、ヤムヒル郡、ポーク郡から分離する形で、1853年12月15日にオレゴン州12番目の郡として設立された。その後、郡境の調整がクラトソップ郡（1855年、1870年、1893年）、リンカーン郡（1893年）、ワシントン郡（1893年、1898年）、ヤムヒル郡（1887年）との間で行われた。
ティラムック郡の海岸地域では1933年から1951年にかけて、ティラムック・バーンと呼ばれる一連の山火事が繰り返し起こった。1948年、州の投票により、焼け野原を買い取るための債権の売却が承認され、その土地の復興が行われた。1973年7月18日、トム・マコール知事により同州有地はティラムック州立林と改称された。20世紀の終わりまでに、同地で育てられた木々は既に商業目的の伐採に堪えるほどに成熟したと考えられた。
ティラムックの小型飛行船用航空基地は1942年12月1日に、ティラムック海軍航空基地として落成した。2棟の格納庫は第二次世界大戦後に閉鎖し、売却された。格納庫のうち1棟は1992年の火事で全壊している。もう片方の格納庫は現存しており、現地の観光名所としてティラムック航空博物館が収められている。
ヘボ山空軍基地（Mount Hebo Air Force Station）は、冷戦時に存在した防衛軍事施設で、1956年から1980年まで設置されていた。ティラムック郡南部のヘボ山（標高961mの）の頂上に建設された空軍レーダー（689th Radar Squadronと14th Missile Warningが運営）は、アメリカ合衆国の統合防空組織の重要な要素を成していた。レーダーを悪天候の影響から守るために造られたレドームは、ティラムック郡のほぼ全域からシルエットとして空に見ることができた。
20世紀末にティラムック北方の国道101号線沿いで行われた開発は、ウィルソン川の氾濫原の一部を遮断し、冬季にティラムック市内で繰り返し起こる洪水の原因になっている。

## 経済

### 農業
ティラムック郡で最も重要な農業は酪農である。ティラムック・チーズ・ファクトリーは郡内最大の企業であり、民間企業としては最大の雇用人口を誇る。ティラムック産の酪農製品はアメリカ合衆国全域に流通している。

### 林業
ティラムック郡の44%の土地はティラムック州立林としてオレゴン州が保有している。この州立林はティラムック・バーンと呼ばれる 1,440 km² (355,000 acres) に及んだ森林火災の後に設置されたもので、造林された同地域は現在急速に回復しつつあり、現地の林業の再生の助力になるものとして期待されている。郡内で現在稼動中の製剤所は、ガリバルディ、ティラムック、ティラムック南部の旧海軍航空基地に1ヶ所ずつ、合計3ヵ所ある。

### 観光
4つの砂浜と9つの河川を有するティラムック郡の海岸線は風光明媚であるとされており、郡の観光業を支えている。オレゴン海岸沿いの国道101号線には、多くの観光客が車や自転車で訪れる。また、海岸線はポートランドやウィラメット渓谷の近郊に住む人々の別荘地にもなっている。
ティラムック郡はアメリカ合衆国本土では最初に津波対策完了の指定を受けた郡である。ティラムック郡は27の警告サイレンと1つの緊急放送システムを15,000米ドル掛けて設置し、アメリカ合衆国海洋大気庁によりこの指定を受けた。

## 地理
アメリカ合衆国国勢調査局によれば、ティラムック郡の総面積は 3,452 km² (1,333 mi²) で、その内 2,855 km² (1,102 mi²) が陸地、597 km² (231 mi²; 17.30%) が水面である。標高 1,130 m (3,706 feet) のロジャーズ・ピークは、郡内の最高点であり、北オレゴン海岸山脈の最高点である。

### 隣接郡
- クラトソップ郡 - 北
- ワシントン郡 - 北東
- ヤムヒル郡 - 東
- ポーク郡 - 南東
- リンカーン郡 - 南

## 人口動態
以下は2000年国勢調査による人口統計データである。
| - 人口: 24,262人 - 世帯数: 10,200世帯 - 家族数: 6,793家族 - 人口密度: 8人/km²（22人/mi²） - 住居数: 15,906軒 - 住居密度: 6軒/km²（14軒/mi²） 人種別人口構成 - 白人: 93.86% - アフリカン・アメリカン: 0.22% - ネイティブ・アメリカン: 1.19% - アジア人: 0.65% - 太平洋諸島系: 0.21% - その他の人種: 1.89% - 混血: 1.98% - ヒスパニック・ラテン系: 5.13% 年齢別人口構成 - 18歳未満: 22.20% - 18-24歳: 6.50% - 25-44歳: 23.50% - 45-64歳: 28.00% - 65歳以上: 19.80% - 年齢の中央値: 44歳 - 性比（女性100人あたり男性の人口） - 総人口: 100.40 - 18歳以上: 98.10 | 世帯と家族（対世帯数） - 18歳未満の子供がいる: 24.60% - 結婚・同居している夫婦: 54.80% - 未婚・離婚・死別女性が世帯主: 7.70% - 非家族世帯: 33.40% - 単身世帯: 27.90% - 65歳以上の老人1人暮らし: 12.60% - 平均構成人数 - 世帯: 2.33人 - 家族: 2.82人 収入と家計 - 収入の中央値 - 世帯: 34,269米ドル - 家族: 40,197米ドル - 性別 - 男性: 31,509米ドル - 女性: 21,555米ドル - 人口1人あたり収入: 19,052米ドル - 貧困線以下 - 対人口: 11.40% - 対家族数: 8.10% - 18歳未満: 13.40% - 65歳以上: 8.10% |

## 都市と町
- ティラムック（郡庁所在地）
- ベイシティ
- ガリバルディ
- マンザニータ
- ネヘーレム
- ロックアウェイビーチ
- ウィーラー

### 国勢調査指定地域
- ビーバー
- ケープ・メアーズ
- クローバーデール

- ヘボ
- ネスコウィン
- ネターツ

- オーシャンサイド
- パシフィック・シティ／ウッズ

### 非法人共同体
- アルダーベール
- アーク・ケープ
- バーンズデール
- バービュー／ツイン・ロックス／ワチェコ
- バターソン
- ベイオーシャン
- ベイサイド・ガーデンズ
- ブレイン
- キャッスル・ロック

- フェアビュー
- フォス
- ハッピー・ホロー
- ハスアウェイ・ミード（ティラムック市内にある）
- ヘムロック
- ホブソンビル
- アイダビル
- ジョーダン・クリーク
- ジュノ

- リーズ・キャンプ
- マンハッタン・ビーチ
- モーラー
- ニアカーニー・ビーチ
- ネドンナ・ビーチ
- オアタウン
- プレザント・バレー
- サーモンベリー
- サンドレイク

- スリー・ロックス
- ティエラ・デル・マー
- ウィーラー・ハイツ（ウィーラー市内にある）
- ウィネマ・ビーチ

### その他の集落、ゴーストタウン
- ケープ・ファルコン
- イディオットビル
- シスキービル
- サウス・プレイリー